# Alumbrados
Alumbrados (hiszp., oświeceni) określenie praktykujących mistyczną formę chrześcijaństwa w Hiszpanii XV-XVI w. Z powodu podejrzenia o herezję byli prześladowani przez hiszpańską inkwizycję.

## Pochodzenie
Historyk hiszpański Marcelino Menéndez y Pelayo wywodził ich istnienie z gnostyckich korzeni i wpływów włoskich. Nazwa pojawia się po raz pierwszy w 1492 (aluminados, 1498). Jako jeden z pierwszych przypadków (czasem określany jako faza pre-alumbrados) jest śledztwo w sprawie pochodzącej z Salamanki córki robotnika znanej jako Beata de Piedrahita. Była badana przez inkwizycję, ponieważ utrzymywała, że rozmawia z Jezusem i Dziewicą Marią i tylko ochrona wysoko postawionych przyjaciół ochroniły ją przed konsekwencjami.

## Doktryna
Utrzymywali, że człowiek może osiągnąć poziom doskonałości duszy umożliwiający jeszcze w ciągu ziemskiego życia kontemplację osoby Boga i zrozumienie tajemnicy Trójcy Świętej. Uważali formalne rytuały za zbędne, a sakramenty za bezużyteczne. Jak utrzymywali – w stanie całkowitego zjednoczenia z Bogiem nie można grzeszyć, taki człowiek jest nieskazitelny, może pobłażać pragnieniom seksualnym i popełniać czyny normalnie uznane za grzeszne bez szkody dla duszy.
W 1525 inkwizycja wydała "Edykt o alumbrados", w którym wielki inkwizytor Alfonso Manrique de Lara y Solís wyjaśniał jak nowa herezja została odkryta i badana. Tekst edyktu wymienia 48 twierdzeń, które pojawiły się w procesach pierwszych przywódców alumbrados Isabelli de la Cruz i Pedro Ruiz d Alcaraz. Przy każdej z tez znajduje się wyjaśnienie dlaczego została uznana za heretycką. M.in. uznanie za grzech śmiertelny czytania książki dla ukojenia duszy (31), opisano to jako "szalone, błędne a nawet heretyckie". 36. pozycja listy uznaje za grzech śmiertelny miłość do własnego dziecka lub jakiejkolwiek innej osoby jeśli nie jest to miłość przez Boga, co opisano jako "błędne, fałszywe i wbrew nauczaniu świętych". Jeden z alumbrados widząc dziewczynę przechodzącą przez ulicę powiedział, że "zgrzeszyła ponieważ było do działanie wynikające z wolnej woli" (40), co teolodzy skomentowali "jest to heretycka teza ponieważ zakłada że wszystkie działania wynikające z wolnej woli są grzeszne".
Jednym ze znaczniejszych alumbrados był ksiądz z Sewilli. Fernando Méndez, który za życia uzyskał opinię świętego "uczył by przywoływać jego wstawiennictwo jakby już był świętym w niebiosach, fragmenty jego szat były cenione jak relikwie, zebrał wokół siebie grono uznających się za błogosławionych, którzy po odprawianej przez niego mszy zrzucali szaty i tańczyli z wigorem pijani z miłości do Boga". Na niektóre z kobiet nakładał pokutę obnażania się. Umarł zanim inkwizycja zdołała wytoczyć mu proces.

## Prześladowania
Przez ponad sto lat z powodu oskarżenia o związki lub sympatię dla alumbrados inkwizycja badała wiele osób, m.in.:
- Ignacy Loyola podczas studiów w Salamance w 1527 był badany przez komisję religijną z powodu oskarżeń o związki z alumbrados.
- María de Cazalla, mieszczka z Guadalajary, po kilku latach słynnego procesu i więzienia skazana została w 1534 na publiczne ukorzenie w kościele i karę 100 dukatów.
- Juan del Castillo, duchowny i nauczyciel greki, oskarżony o herezję, uciekł do Francji, później Włoch, tam został odnaleziony przez inkwizycję i zmuszony do powrotu do Hiszpanii. Spłonął na stosie w 1535.
- Juan de Vergara, uczony i humanista, zwolniony po kilku latach pobytu w więzieniu.
- Teresa z Ávili w 1579.
- Miguel de Molinos, twórca kwietyzmu, został oskarżony przez jezuitów o podobieństwa pomiędzy jego książką "Przewodnik Duchowy" a naukami wczesnych alumbrados. Papież Innocenty XI w bulli "Coelestis Pastor" (1687) potępił 68 tez z Guida spirituale. Aresztowany w 1685 de Molinos umarł w więzieniu w 1696 lub 1697.

Prześladowania jak na hiszpańską inkwizycję nie były szczególnie surowe. Posądzeni o angażowanie się w praktyki mistyczne i herezję alumbrados rzadko byli skazywani na śmierć, pewna liczba została skazana na długoletnie więzienie, a większość z nich była sądzona dopiero kiedy udało im się zebrać większe grupy wyznawców w Toledo i Salamance. Nie zawsze jednak karani byli tylko przywódcy. W 1529 w Toledo cała grupa alumbrados została uwięziona i skazana na biczowanie. Pomimo prześladowań ruch istniał aż do połowy XVII, aczkolwiek z powodu rozdrobnienia i konspiracyjnego charakteru nie da się określić ścisłego związku ani doktryny ani organizacji.

## Illuminés we Francji
Prawdopodobnie z Sewilli pod nazwą Illuminés pojawił się we Francji w 1623, gdzie w Pikardii znany jest przypadek proboszcza z Saint-Georges de Roye, Pierce'a Guerinna, którego organizacja znana jako Guerinets została zlikwidowana w 1635. Sto lat później kolejni Illuminés pojawili się na południu Francji w 1722 i działali do 1794, mieli związki z tzw. "francuskimi prorokami" w Anglii, odpryskiem kamizardów (kalwiniści z Sewennów).